# Левова капітель Ашоки
25°22′52″ пн. ш. 83°01′17″ сх. д. / 25.3811° пн. ш. 83.0214° сх. д.

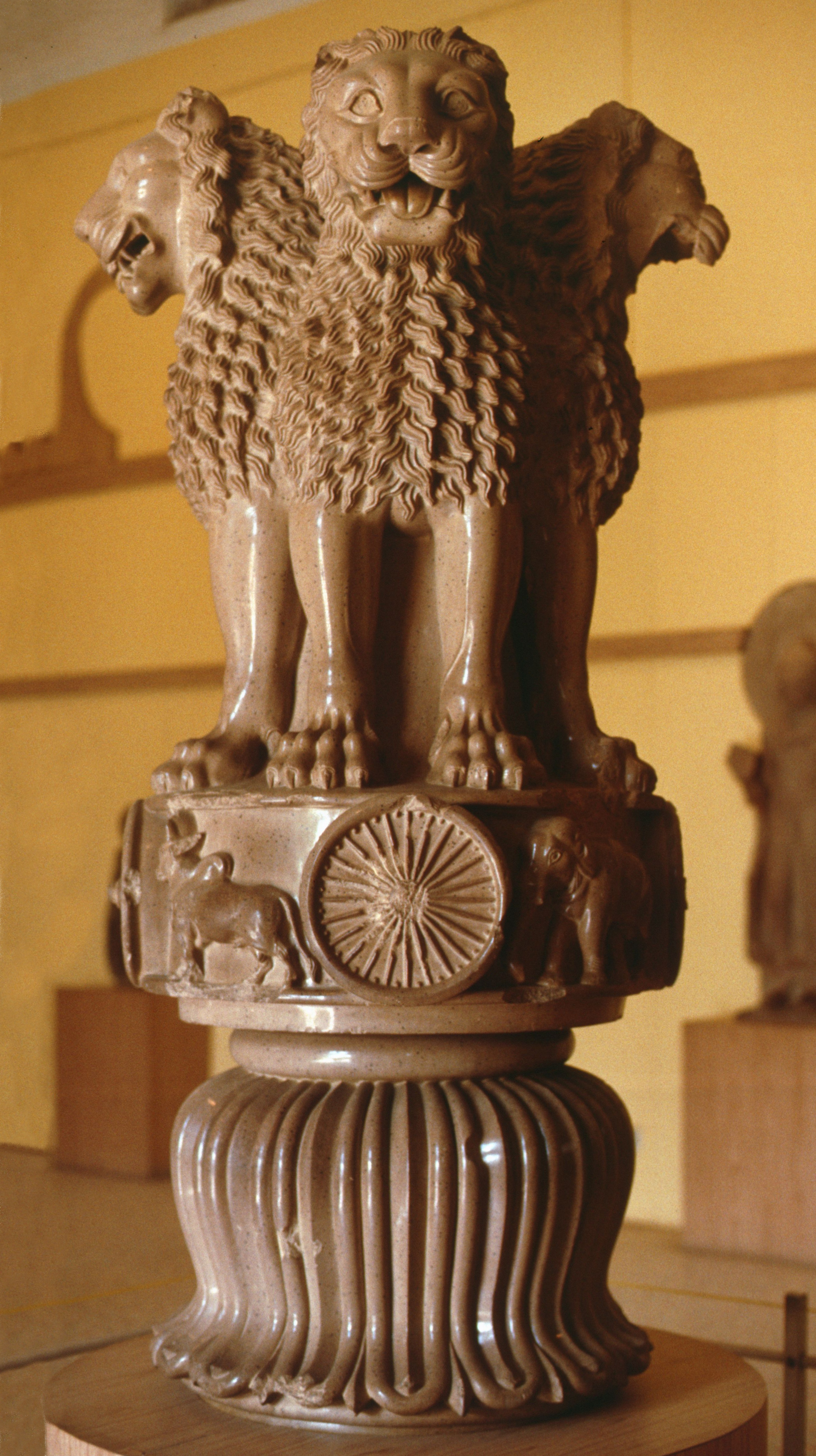
Оригінальна Левова капітель. За винятком лотоса у формі дзвона, зображення капітелі було адаптоване Національною емблемою Індії. Колесо "Чакра Ашоки" з її основи розміщене у центрі Національного прапору Індії.

Левова капітель Ашоки — скульптура із чотирма азійськими левами, які стоять спина в спину на основі, що містить зображення інших тварин. Її графічна версія прийнята офіційною Емблемою Індії у 1950 році. Первісно була розташована зверху Колони Ашоки у Сарнатху, важливому релігійному центрі буддистів, імператором Ашоки приблизно у 250 році до н.е.  Колона стоїть досі, але Левова капітель знаходиться у Музеї Сарнатха, у штаті Уттар-Прадеш, Індія. Капітель заввишки 2,15 метри (7 футів) разом із основою, і є вишуканішою за інші подібні збережені капітелі колон Ашоки із текстами Едиктів Ашоки, які були встановлені у Індії і мають зверху одну тварину; інша пошкоджена група чотирьох левів збереглася у Санчі.

## Державні акти
Коли емблема використовується державними органами, слова "Сатьямева джаяте" ("Лише правда перемагає") письмом деванаґарі (सत्यमेव जयते) мають бути розміщені одразу під емблемою згідно із законом про Державну емблему Індії 2005 року.